# 원산지
원산지(原産地) 또는 생산지(生産地)는 재료나 제품이 만들어진 곳을 의미한다. 일부 국가에서는 원산지를 표시하지 않을 시 법적 책임을 물어야 한다.
자기 나라에서 생산하였다는 의미에서 국산(國産)이라는 표기를 사용하기도 한다.

## 같이 보기
- 원산지 규정
- 유통기한
- 브랜드
- 브랜드 경영
- CE 마크
- 유럽 연합의 지리적 표시 및 전통 특산품
- 국가 브랜드